# Атхарвашира-упанишада
Атхарвашира-упанишада (atharvashira upanishad) — входит в состав Атхарва-веды и в группу шайва-упанишад. Состоит из шести (или семи.) глав, написанных прозой. Существует несколько редакций этой упанишады, которые мало отличаются друг от друга по содержанию. По своему составу упанишада подразделяется на несколько частей, при сопоставлении которых можно увидеть, что эта упанишада, так же как и многие другие упанишады, по сути является компиляционным текстом, составленным из различных, иногда слабо связанных, фрагментов. Поэтому её можно разделить на несколько частей:
- Часть первая. Соответствует первой главе упанишады. Вопрос богов к Рудре о Сущем и ответ Рудры, в котором он описывает себя и как первопричину Творения и как его следствие, используя как обычные, этого мира, образы и объекты (стороны света, веды, виды огня и т. д.) так и отвлечённые, в том числе и мифо-философские, понятия (Брахман и не-Брахман, истина и т. д.).
- Часть вторая. Соответствует второй и третьей главам упанишады. Восхваление Рудры богами. Представляет собой ритуально-дидактический фрагмент, используемый как во время ритуала, так и как объясняющий Рудру первопричиной всего.

- Вторая глава — строится на повторении фразы «Тот Рудра — воистину господь, и он — {тот-то}. Бхур бхувах свах. Ему — поклонение, поклонение!» — с заметой тот-то на имена богов, уровни бытия (локи), элементы природы и т. д.
- Третья глава — частично повторяет первую главу упанишады: если в первой главе Рудра сам говорит о себе, то в третьей главе описание идёт от лица автора текста или от лица богов (учитывая тот факт, что первая глава завершается восхвалением Рудры богами, которое переходит во вторую и третью главы).

- Часть третья. Соответствует четвёртой главе текста. Условно эту часть можно назвать «О слоге Ом». Представляет собой сборник фраз (по своей структуре близкой к форме сутр), где каждая новая фраза (строфа) этой главы начинается со слов «atha kasmāduchyate» (Теперь о том, почему он называется…). С первого и до последнего стиха идёт описание тех или иных названий слога в стиле Мукхья-упанишады — слог Ом называется пранавой, спасением, Брахманом, Рудрой, Махадевой и даётся небольшое, но достаточно развёрнутое объяснение. По своей философской составляющей эта часть близка к философии адвайта-веданты[4]. По своему объёму — самый крупный фрагмент упанишады.
- Часть четвёртая. Пятая глава. Описание сущности Рудры и (2 завершающие строфы) описание Пашупати-враты.
- Часть пятая. Шестая глава — её перевод на русский отсутствует.
- Часть шестая. Седьмая, завершающая, глава. Так называемая «Награждающая глава». По своему содержанию крайне близка к Пхала-стути (Пхала-шлока), которые обычно завершают ритуальные тексты.

Никто из учёных не обращался к тексту упанишады и какие-либо исследования её текста не проводились вообще. В настоящий момент существует всего два доступных перевода текста: один, фрагментарно-ознакомительный, выполненный в 90-х годах ХХ-го века P.R. Ramchander’ом и доступный на сайте Vedanta Spiritual Library; второй, выполненный С. В. Лобановым и изданным в сборнике «Упанишады веданты, шиваизма и шактизма». По непроверенным данным, существует несколько комментариев к этой упанишаде в традиции Кашмирского шиваизма — однако, неизвестно их точное количество, авторы, время написания и прочее.
Во многих шиваитских школах, признающих авторитет Вед, вторая и третья главы Атхарвашира-упанишады играют важную роль в ритуале линга-абхишеки — рецитируя их, пуджари возливает воду на Линга-мурти.